# I Am Weasel
I Am Weasel (Soy la Comadreja en Hispanoamérica y Soy Comadreja en España) es una serie animada estadounidense creada por David Feiss para Cartoon Network y producido por Hanna-Barbera, y siendo la cuarta del espacio Cartoon Cartoons.
Originalmente fue parte de Cow and Chicken de 1997 a 1999, a menudo emitiéndose como el tercero de los tres segmentos en un episodio, después de dos segmentos de esa misma serie (excepto en una ocasión, donde se emitió como un segundo segmento entre las dos partes de un capítulo). Eventualmente, I Am Weasel se convirtió en su propia serie, que se emitió desde el 10 de junio de 1999 hasta principios del 2000, como Pinky y Cerebro cuando estaban dentro de Animaniacs o como Malo Con Carne dentro de The Grim Adventures of Billy & Mandy. Se produjeron un total de 79 episodios, incluyendo los producidos como parte de Cow and Chicken.

## Personajes
- I.M. Weasel / Soy La Comadreja / Soy Comadreja: Protagonista principal de la serie. Es una comadreja muy inteligente, además de ser experto en la mayoría de las profesiones conocidas: Profesor, médico, científico, filósofo, etc. Suele tener como compañeros a Loulabelle, con quien suele tener algún tipo de relación sentimental (en mayor o menor grado) y a un babuino (I.R. Baboon). Normalmente es el único personaje con cierto éxito en los episodios. No utiliza ninguna vestimenta, con excepción de aquella referente a sus actividades (como una chaqueta del laboratorio al trabajar como médico o científico). Su frase más común es "(dice que realizara un acto imposible o difícil)... porque Soy La Comadreja!!!". Es muy servicial con toda la gente y algo egocéntrico. En un episodio se revela que posee un marcado físico humanoide bajo su piel de comadreja.

- I.R. Baboon / Jaimico / Mandril: Es un mandril muy desaliñado, habla incorrectamente o siempre dice su nombre (por ejemplo "I.R." significa "I are", que en español sería "Yo ser"), muy envidioso del éxito de I'm Weasel. A menudo hace lo contrario de lo que sería considerado sensato, mostrando en algunos episodios una conducta obsesiva/compulsiva (como en el episodio «The Hole», cuando se obsesionó con tapar cada agujero del mundo). I.R. Baboon tiene pocas habilidades (en lo social o práctico), y lleva sólo una camiseta escrita a mano que dice “I.R”, Invertida verticalmente. Sus enormes nalgas rojas suelen ser motivo de burla y tiene la costumbre de olerse el dedo índice. Intenta superar a I'm Weasel en todo, y cuando cree que ha tenido éxito, realiza su baile de la victoria, que consiste en poner las manos en las caderas mientras salta en círculos, a la vez que canta una declaración de éxito repetidamente. Al realizar este baile se escucha de fondo una infinidad de monos gritando. En la primera temporada era el antagonista principal de I'm Weasel antes de que Red Guy llegara a la serie, en la segunda temporada se asocia más con I'm Weasel. En un episodio se revela que tiene 40 años.

- Red Guy / Red Hiney / Hombre Rojo / Demonio Rojo: Como en su serie hermana Cow and Chicken, Rojo juega el papel de diablo, usando nuevamente su frase: "¡¡Hola!!, ¡¡Soy yo!! Seguida del nombre". Normalmente lleva su parte de atrás al descubierto y grita mucho. No apareció en la primera temporada de la serie (como en los primeros episodios de Cow and Chicken), debutando en el episodio de la segunda temporada "I.R. la Mamá". Suele ser antagonista o aliado de los protagonistas.

### Otros personajes
- Loulabelle: Es la ayudante de la Comadreja, que normalmente viste como una enfermera y hace apariciones en varios episodios de la serie, sobre todo en la segunda temporada, hasta en el episodio de la tercera temporada "La Máquina del Tiempo".
- Almirante Bullets: Es un superior de la armada que a menudo confía en la Comadreja. Él hizo apariciones en los episodios, "El Puente de Jaimico", "Jaimico en el Sol", "Jaimico Mamá" y "El psiquiatra".
- Baby Grampa/Bebe Hola Abuelo/Bebe Abuelo : En el episodio, "I.R. Mamá", Jaimico adopta a un niño que él lo llama Grampa. Al final del episodio, él se ve como un hombre corpulento que lleva una camiseta similar a la de Jaimico, de la manera que su nombre está escrito al revés.
- Personajes de Vaca y Pollito: Además del Hombre Rojo, algunos otros personajes de Vaca y Pollito han hecho sus apariciones en Soy La Comadreja desde la segunda a la quinta temporada. Estos incluyen a Vaca (y Super-Vaca), Pollito, Flem, Earl, Mamá, Papá y la maestra de la escuela.

## Reparto
| Personaje                                                       | Actor original (EE. UU.) | Actor de doblaje (Hispanoamérica) | Actor de doblaje (España)       |
| --------------------------------------------------------------- | ------------------------ | --------------------------------- | ------------------------------- |
| I.M. Weasel Soy La Comadreja (LA); Soy Comadreja (ES)           | Michael Dorn             | Blas García (primeros episodios)  | Jaume Comas                     |
| I.M. Weasel Soy La Comadreja (LA); Soy Comadreja (ES)           | Michael Dorn             | Víctor Hugo Aguilar               | Jaume Comas                     |
| I.R. Baboon Jaimico (LA); Mandril (ES)                          | Charlie Adler            | Mario Filio                       | Rafael Turia                    |
| I.R. Baboon Jaimico (LA); Mandril (ES)                          | Charlie Adler            | Mario Filio                       | Juan José Moscoso (sustitución) |
| Red Guy Trasero Rojo (LA); Hombre Rojo Sin Pantalones (LA y ES) | Charlie Adler            | Ricardo Hill                      | David Sanchéz Guinot            |

## Producción

### Humor
El humor se basa en la comedia de las payasadas y el humor descolorido moderado, como es típico de muchas caricaturas de los años 90, y se basa en la brecha existente entre los personajes centrales, siendo I.R. Baboon el centro de la mayoría de las bromas, que son en su mayoría sobre su estupidez y su trasero rojo, aunque algunos episodios muestran a I.M. Weasel o al Red Guy asumiendo también este papel. Los chistes de trasero también son más frecuentes cuando el chico rojo está cerca y las parodias de la cultura popular y otros espectáculos y crossovers también tienen lugar en algunos episodios. A pesar de todo el estilo cómico, mensajes importantes y significativos sobre la amistad, las diferencias sociales y las lecciones generales para la vida se dan a los niños a través de cuentos o cuando I Am Weasel habla directamente con la audiencia.
La primera temporada muestra a Weasel como un personaje "perfecto", sin dejar un solo defecto, y a Baboon como exactamente lo contrario, pero eso cambia gradualmente a lo largo de la serie, con Weasel más tarde comenzando a mostrar algo de mal comportamiento e ineficiencia, sobre todo porque se da cuenta de que la gente a su alrededor se está volviendo más tonta, y por lo tanto, I.R. incluso el ser imbécil se convierte en un héroe. A partir de la temporada 2, el Red Guy incorpora el estilo de humor que se encuentra en Cow and Chicken, tomando el papel de villano, pero también siendo a veces un tercero -que no ocurre nunca en este programa- y en la temporada 5, Jolly Roger también empieza a ocupar ambos papeles.

### Creación y desarrollo
Cow and Chicken comenzó como el episodio piloto "No Smoking" en What a Cartoon! en 1995, y fue aprobado para convertirse en una serie. Hanna-Barbera/Cartoon Network exigió una segunda caricatura para unirse a Cow and Chicken en su franja horaria de media hora, así que el creador David Feiss inventó I Am Weasel, con el nombre basado en la novela Soy leyenda.
Según Feiss, la idea de crear el espectáculo comenzó como un único dibujo de Weasel con la leyenda "I Am Weasel" y que "sugería muchas historias". Además, el hecho de que el Red Guy no llevara bragas era polémico para mucha gente, como él mismo decía: "Lo que nunca pensé que me darían aprobación era el Red Guy. El mero hecho de que no usara pantalones fue un reto para mucha gente y me alegro de que Cartoon Network lo dejara pasar, es mi personaje favorito".
Comenzó a producirse alrededor del 19 de abril de 1996 y se insertó como una serie de segmentos en Cow and Chicken hasta mediados de 1999. Inmediatamente después de la finalización de ese show, se escindió en una nueva serie separada producida hasta el 16 de septiembre de 1999, con todos los episodios anteriores incorporados y eliminados de Cow and Chicken.
La producción general tuvo lugar en el estudio de Hanna-Barbera, con la serie etiquetada como parte de la colección de dibujos animados de esa empresa y de Cartoon Cartoons de Cartoon Network. La producción de animación se realizó en el extranjero en Rough Draft Studios, en Corea del Sur.

### Animación
Uso el mismo estilo de arte de Cow and Chicken se usa a partir de la temporada 2. La temporada 1, sin embargo, es un poco diferente tanto en el arte como en los personajes presentados. El estilo de la tarjeta de título para los episodios también es diferente en la temporada 1, con animación y I Am Weasel diciendo el nombre del episodio con comentarios y/o eventos adicionales, en contraste con el estilo de la tarjeta de título usado para Cow and Chicken, con imagen estática, que tiene lugar en la comadreja de I Am Weasel partir de la temporada 2 en adelante.

## Episodios
Las primeras cuatro temporadas incluían trece capítulos dentro de los episodios de "La Vaca y el Pollito" con un total de 52 y desde la quinta temporada son parte del propio programa "Soy La Comadreja".
| Temporada | Temporada | Episodios | Episodios | Emisión original    | Emisión original        |
| Temporada | Temporada | Episodios | Episodios | Primera emisión     | Última emisión          |
| --------- | --------- | --------- | --------- | ------------------- | ----------------------- |
|           | 1         | 13        | 13        | 22 de julio de 1997 | 16 de diciembre de 1997 |
|           | 2         | 13        | 13        | 13 de enero de 1998 | 7 de abril de 1998      |
|           | 3         | 13        | 13        | agosto de 1998      | noviembre de 1998       |
|           | 4         | 13        | 13        | enero de 1999       | abril de 1999           |
|           | 5         | 27        | 27        | 10 de junio de 1999 | 2 de marzo de 2000      |

### Primera temporada (1997)
| #  | Título en inglés               | Título en español        | Sinopsis |
| 1  | I.R. on Sun                    | Jaimico en el Sol        | Luego de ignorar las advertencias de la Comadreja, Jaimico decide convertirse en el primer astronauta en viajar al Sol. |
| 2  | Deep Sea Tour                  | Viaje al fondo del mar   | La Comadreja y Jaimico realizan un viaje submarino, pero solo causa problemas. |
| 3  | I.R. Gentlemans                | Jaimico caballero        | La Comadreja intenta enseñarle a Jaimico los modales necesarios para su encuentro con la realeza. |
| 4  | I Are Big Star                 | Jaimico estrella de cine | La Comadreja obtiene un importante papel en una película en la que también actúa Jaimico. |
| 5  | Power of Odor                  | El poder del mal olor    | Cuando una granja de cerdos de Jaimico provoca un alboroto de mal olor en la ciudad, la Comadreja decide resolver el problema. |
| 6  | Ping Pong at Sea               | Ping Pong en el mar      | La Comadreja y Jaimico se baten en un duelo en vivo de Ping Pong en el mar, pero este resulta descalificado por hacer trampa. |
| 7  | Disease Fiesta                 | Fiesta de enfermedades   | Jaimico intenta curar a un hombre una extraña enfermedad y ocasiona un gran caos. |
| 8  | I.R. Plant Life                | Jaimico botánico         | Jaimico intenta realizar un mejor empleo de botánica vendiendo unos extraños cardones de un museo cercano. |
| 9  | This Bridge, Not Weasel Bridge | El puente de Jaimico     | Luego de que un ingeniero jefe fuera golpeado por un cometa, la Comadreja es convocada para ayudar a terminar el proyecto del puente transatlántico de Nueva York a París. |
| 10 | Happy Baboon Holidays          | La Navidad de Jaimico    | Las celebraciones de Navidad de Jaimico salen mal cuando su familia se ha descongelado en el ático de la Comadreja. - Nota: Este episodio es parte de un especial de Navidad. |
| 11 | I Am Ambassador                | El embajador             | La Comadreja intenta salvar la vida de unos cinco castores franco-canadienses. |
| 12 | Law of Gravity                 | Ley de gravedad          | Jaimico constantemente hace cambios a la ley de gravedad para el disgusto y desaprobación de la Comadreja. |
| 13 | I. Architect                   | Soy arquitecto           | Tanto la Comadreja como Jaimico terminan en el hospital luego de un accidente durante la modificación del edificio Empire State. Sin embargo, ocurre una ligera confusión en la sala de operaciones para cambiar los cerebros por el del otro. Al final cuando Jaimico es electo rey de Nueva York, la Comadreja recibe su retiro anticipado. - Nota: Este episodio iba a ser el final de la serie. |

### Segunda temporada (1998)
| #     | Título en inglés            | Título en español              | Sinopsis |
| 14-1  | I.R. Mommy                  | Jaimico Mamá                   | Jaimico adopta a un bebé que él nombra de Grampa. Al final, él se ve como un hombre crecido que se pone una camiseta similar a la de Jaimico, de la manera que su nombre está escrito al revés. - Nota: Originalmente, en este episodio, Jaimico se encontraba en Nebrazka y tenía un casco con una "N". La universidad de Nebraska reclamo porque la N era el logotipo de la escuela. Así que Cartoon Network tuvo que borrarla digitalmente - Aparece Rojo vestido de mujer y al final de este capítulo aparece SuperVaca. |
| 15-2  | I Am Deity                  | Yo soy Dios                    | La Comadreja y Jaimico trabajan de científicos junto a la enfermera Loulabelle para descubrir el misterio del futuro. |
| 16-3  | I Am Crybaby                | Llorones en problemas          | La Comadreja intenta solucionar el problema de un millón de personas con un grave síndrome de llanto. - Nota: Aparece Rojo como pescador, después aparecen en la mente de Jaimico dos Rojos que le dan unos consejos. |
| 17-4  | I.R.'s Phantom Foot         | El pie fantasma de Jaimico     | Luego de tropezar con un bache invisible, Jaimico rompe su "pie fantasma" y demanda a la Comadreja por su lesión. |
| 18-5  | Queen of DeNile             | La Reina del Nilo              | En el antiguo Egipto CleoPantis, la Reina del Nilo (uno de los personajes representativos de Rojo) contrata a la Comadreja y Jaimico para que la salven de una gran plaga de serpientes. - Nota: Este episodio es una referencia a la verdadera historia de Cleopatra. |
| 19-6  | I Are Music Man             | El concertista (Theremin)      | En un intento de probar su afirmación de que es mejor músico que la Comadreja, Jaimico se cuela en un evento en vivo, tocando el Theremin. |
| 20-7  | I Am My Lifetime            | El fin de la vida              | La Comadreja y Jaimico (ambos en la tercera edad) miran hacia atrás en sus recuerdos, especialmente en los que la enfermera Loulabelle cuidaba bebés en el hospital. |
| 21-8  | I.R. Pixie Fairie           | Cuentos de hadas               | Rojo cuenta una historia acerca de la Comadreja, Jaimico y versiones de hadas de los mismos personajes. |
| 22-9  | I.R. Ice Fisher             | Pescadores esquimales          | La Comadreja y Loulabelle pasan algún tiempo de calidad juntos en Canadá. Más tarde, la Comadreja le enseña a Jaimico sobre la pesca en hielo. |
| 23-10 | I.R. Role Model             | El héroe Jaimico               | Una inversión de roles ocurre entre la Comadreja y Jaimico cuando un incendio ha tenido lugar. - Nota: Aparecen tres Rojos en este episodio. |
| 24-11 | I.R. in Wrong Cartoon       | La caricatura equivocada       | Con la ayuda de Rojo, Vaca logra atrapar a la Comadreja a través de su televisor, dejando en manos de Jaimico su rescate. - Nota: Esta es la primera vez que Pollito no aparece en este episodio, pero aparece Vaca en su serie hermana La Vaca y el Pollito. |
| 25-12 | My Friend, the Smart Banana | Mi amigo, la banana influyente | La Comadreja se hace amigo de una intelectual banana de un supermercado. |
| 26-13 | I.R. Wild Baboon            | Safari con Jaimico             | En la prisión Folsom, la Comadreja intenta explicar a Rojo su crimen cuando él acechó a Jaimico como objeto de estudio, lo que lo convierte ante todos en una muy mala comadreja. - Nota: Esta es la segunda vez que Pollito no aparece al final de este episodio, pero junto a Vaca aparecerá en los últimos de la serie. |

### Tercera temporada (1998)
| #     | Título en inglés  | Título en español        | Sinopsis |
| 27-1  | Time Weasel       | La máquina del tiempo    | Sin autorización de la Enfermera Loulabelle, la Comadreja y Jaimico viajan en el tiempo, provocando algunos cambios importantes. |
| 28-2  | The Hole          | El cráter                | La Comadreja estudia alguna una de las maravillas naturales del mundo, un gigantesco cráter, pero lamentablemente, Jaimico parece obsesionarse con rellenarlo. |
| 29-3  | I Stand Corrected | Reclusorio correctivo    | La Comadreja y Jaimico logran averiguar el misterio de los aparatos correctivos de la prisión. |
| 30-4  | I Am Bush Pilot   | El gran piloto           | La Comadreja es piloto de una aeronave junto a Jaimico como su copiloto y su trabajo es trasladar pasajeros rio arriba, contra un embalse creado por unos castores, pero las cosas se complican cuando hay demasiado peso a bordo.                                                        |
| 31-5  | Dessert Island    | Isla de dulce            | La Comadreja y Jaimico terminan varados en una enorme isla hecha de productos de confitería. |
| 32-6  | Unsinkable I.R.   | Jaimico, el capitán      | Jaimico es el capitán de su propio barco, pero el almirante de la armada (La Comadreja) está preocupado por sus reglas y el estado del barco. |
| 33-7  | I Am Vampire      | Soy un vampiro           | La Comadreja y Jaimico son vampiros que buscan un poco de diversión. Incluso, se llevan bien con los aldeanos, pero todo se complica cuando aparece Rojo, quien es un cazador de vampiros. - Nota: Este episodio es el primer episodio especial de Halloween, basado en Batman y Drácula. |
| 34-8  | Honey I Are Home  | Hogar dulce hogar        | Por alguna razón, la Comadreja invita a Jaimico a cenar. |
| 35-9  | Driver's Sped     | Permiso para conducir    | Jaimico intenta obtener una licencia de conducir junto con la Comadreja como su instructor. |
| 36-10 | A Tree Story      | Un cuento de árboles     | La Comadreja intenta resolver alguna disputa entre un escandaloso grupo de árboles, los cuales han sido talados por Jaimico. |
| 37-11 | I.R. Do           | No fue Teté, fue Jaimico | La Comadreja asiste a la boda de Jaimico, sólo para darse cuenta de que su novia no ha aparecido aún y todo se vuelve una nostalgia. |
| 38-12 | I Are Good Dog!   | Qué buen perrito soy     | La Comadreja y Jaimico son adoptados como perros por un chico extraño llamado Timmy. |
| 39-13 | He Said, He Said. | El psiquiatra            | La Comadreja y Jaimico cuentan al mismo tiempo a su psiquiatra (actuado por Rojo) sobre los problemas de cada uno. |

### Cuarta temporada (1999)
| #     | Título en inglés                | Título en español                         | Sinopsis |
| 40-1  | Enemy Camp                      | Campamento de enemigos                    | Todos los amigos se volvieron enemigos, así que la Comadreja y Jaimico miran hacia atrás en el tiempo cuando asistían a un campamento donde fueron entrenados para convertirse en archienemigos. |
| 41-2  | I Am Clichéd                    | Cliché                                    | La Comadreja y Jaimico protagonizan las caricaturas originales de Rojo, que en realidad contienen los clichés clásicos de dibujos animados. |
| 42-3  | I Are Gladiator                 | Los gladiadores                           | La Comadreja y Jaimico luchan entre sí como gladiadores de la época de los juegos romanos. |
| 43-4  | Revolutionary Weasel            | Comadreja Yanqui                          | La Comadreja y Jaimico (ambos como ancianos) cuentan a sus nietos sobre la participación de sus antepasados en la "Guerra de la Independencia". - Nota: Este episodio es un histórico tributo al Día de la Independencia. |
| 44-5  | I Are Ghost                     | Los fantasmas                             | La Comadreja y Jaimico (ambos como fantasmas) son llamados a perseguir una famosa estrella de Hollywood (actuada por Rojo), y como siempre, todas las cosas no salen según lo previsto. - Nota: Este episodio es el segundo episodio especial de Halloween, basado en Casper y Gasparín. |
| 45-6  | The Magnificent Motorbikini     | Bikini motorizado                         | La Comadreja y Jaimico ponen a prueba una nueva forma de transporte que es mitad motocicleta y mitad bikini con espectaculares y desastrosos resultados. |
| 46-7  | I Am Hairstylist                | Comadreja Palacios estilista de estrellas | La Comadreja y Jaimico atienden una de las mejores peluquerías del mundo. Sin embargo, un policía de cabello dorado (actuado por Rojo) pronto tiene una mirada crítica del lugar e intenta clausurarlo, pero al final termina sufriendo las consecuencias por parte de su padre en un sueño. |
| 47-8  | Dream Weasel                    | La sesión de sueños                       | La Comadreja y Jaimico trabajan en un hospital para invitar a alguien a la sesión de sueños, en especial a Earl. |
| 48-9  | I Am Whale Captain              | Comadreja marinero                        | Tras viajar en una ballena, la Comadreja y Jaimico zarpan para encontrar un pulpo gigante. |
| 49-10 | The Baboon's Paw                | La garra de Jaimico                       | Tras comprar la pata de un simio en el Barrio Chino que concede deseos a su propietario, Jaimico empieza a pedirlos, ignorando lo mal que resultan en realidad. |
| 50-11 | The Sackless Games              | Los atletas                               | Rojo crea sus propios juegos atléticos junto a la Comadreja y Jaimico como sus principales concursantes. - Nota: Este episodio es una referencia a la historia de Los Juegos Olímpicos. |
| 51-12 | Who Rubbed Out Cow and Chicken? | ¿Quién borró a Vaca y Pollito?            | La Comadreja y Jaimico investigan para ver quién ha cometido el atroz crimen de borrar a Vaca y Pollito (sus propios aliados). Con el tiempo descubren que el culpable es Rojo al tratar de hacerse cargo de la serie. - Nota: Ésta es la primera y única vez que Vaca y Pollito aparecen en este episodio de su serie hermana, y al final sus padres ya tienen sus cuerpos completos, pero son solo piernas sin torso, al igual que en el episodio piloto No Smoking. |
| 52-13 | I Are Good Salesmans            | Jaimico vendedor                          | La Comadreja intenta detener a Jaimico y a Rojo de la venta puerta a puerta de fuego salvaje y de extintores de incendios respectivamente. - Nota: Ésta es la única vez que Vaca, Jaimico y la Comadreja aparecen juntos al final de este episodio, menos Pollito, quien aparecía en el episodio anterior. |

### Quinta temporada (1999-2000)
| #     | Título en inglés                 | Título en español            | Sinopsis |
| 53-1  | I Are Terraformer!               | La colonia espacial          | La Comadreja y Jaimico viajan a la Luna para crear una nueva forma de vivir. - Nota: Este episodio es una protagónico homenaje a Los Supersónicos. |
| 54-2  | I Am Viking                      | Los vikingos                 | La Comadreja y Jaimico son vikingos y están listos y dispuestos para saquear todo alrededor. Más temprano que tarde aparecerá Rojo como porrista para animarles. |
| 55-3  | Leave It to Weasel               | Niños de repuesto            | La Comadreja y Jaimico son llamados como reemplazo de una pareja de niños, luego de que éstos fueran de un campamento. |
| 56-4  | The Drinking Fountain of Youth   | La fuente de la juventud     | La Comadreja y Jaimico zarpan para encontrar la fuente de la juventud. - Nota: Este episodio es un histórico homenaje a Cristóbal Colón, quien ha formado parte del 12 de octubre de 1492. |
| 57-5  | The Fairy Godfather              | El Hado Padrino              | El Hado Padrino (uno de los disfraces representativos de Rojo) decide convertir a la Comadreja en un príncipe ceniciento para asistir al baile con la Princesa Encanto. - Nota: Este episodio es una referencia a La Cenicienta y La Princesa Encantada. |
| 58-6  | I Are Robin Hood                 | Jaimico Robin Hood           | Jaimico toma el papel de Robin Hood junto al Pequeño Juan (La Comadreja) como su aliado para luchar por su valentía. - Nota: Este episodio es una parodia a Robin Hood. |
| 59-7  | The Incredible Shrinking Weasel! | Comadreja miniatura          | La Comadreja y Jaimico se ven involucrados en un catastrófico viaje a las profundidades del cuerpo de Rojo. |
| 60-8  | Baboon Man and Boy Weasel        | Soylaman y el Mono Maravilla | Jaimico es el superhéroe conocido como "El Mono Maravilla" junto a la Comadreja como su compañero Soylaman, para salvar a la humanidad de un misterioso ladrón de pantalones (quien resulta ser una de las extrañas identidades de Rojo). - Nota: Este episodio es una parodia a Batman y Robin, integrantes de los Super Amigos.                                                    |
| 61-9  | I.M.N. Love                      | Estamos enamorados           | La Comadreja y Jaimico se enamoran de la profesora de Vaca y Pollito en un gimnasio. - Nota: Este episodio es parte de un especial de San Valentín. |
| 62-10 | I.R.'s First Bike                | La bicicleta de Jaimico      | Todas las cosas empiezan a complicarse cuando Jaimico usa una bicicleta que le regalaron en Navidad, así que la Comadreja intenta animarlo siendo su instructor. - Nota: Este episodio es una secuela del episodio de la primera temporada La Navidad de Jaimico. |
| 63-11 | The Sorcerer's a Dentist         | Dentista hechicero           | De vuelta en la época medieval, la Comadreja es un dentista con poderes de hechicería junto a Jaimico como su envidioso ayudante para resolver el misterioso caso de un gigantesco diente de una mujer. |
| 64-12 | The Wrong Bros.                  | Los Hermanos Wrong           | Rojo narra un documental sobre los Hermanos Wright y los Hermanos Wrong (La Comadreja y Jaimico), compitiendo para ver quién podría inventar el primer aeroplano. - Nota: Este episodio está basado en la verdadera historia de los Hermanos Wright. |
| 65-13 | I Am Cave Weasel                 | Comadreja cavernícola        | La Comadreja y Jaimico son cavernícolas viviendo en la era prehistórica. Así que la Comadreja trata de inventar algunos nuevos productos para crear el futuro. - Nota: Este episodio es un protagónico homenaje a Los Picapiedra. |
| 66-14 | My Blue Hiney                    | Los cantores                 | La Comadreja y Jaimico compiten para ver quién es el mejor rey del Blues en Las Vegas. |
| 67-15 | Mission: Stupid                  | Misión estúpida              | La Comadreja y Jaimico son soldados alistados en la Fuerza Terrestre de los Estados Unidos y deciden rescatar a un gato solitario atrapado en un árbol. |
| 68-16 | Back to School                   | De regreso a la escuela      | La Comadreja y Jaimico son enviados a repetir el cuarto grado de Educación Básica, en el que irán a la misma escuela como Vaca y Pollito. - Nota: Esta es la segunda vez que Vaca y Pollito aparecen juntos en este episodio de su serie hermana. |
| 69-17 | I Are a Artiste                  | Comadreja artista            | Rojo narra una historia de cuando la Comadreja y Jaimico se mudaron a París en 1909 para convertirse en artistas famosos. |
| 70-18 | Fred: Last of the Idiots         | Fred, el último idiota       | La Comadreja y Jaimico están en una expedición para capturar un salvaje mentecato llamado Fred, pero cuando consiguen capturarlo, la Comadreja no podrá entender su lenguaje inusual. |
| 71-19 | I Are Bellhop                    | Jaimico botones              | La Comadreja trabaja en un hotel junto a Jaimico como su empleado para enviar equipajes a un elevador subterráneo. |
| 72-20 | Take I.R. Out to the Ballgame    | Lleva a Jaimico al béisbol   | La Comadreja invita a Jaimico a un juego de béisbol. - Nota: Este episodio es una referencia al Juego Internacional de las Grandes Ligas. |
| 73-21 | I Bee Weasel                     | Las abejas                   | Cuando la Comadreja y Jaimico son abejas obreras, Rojo decide hacer un baile de cera como el resto de las abejas, pero pronto traerá problemas. |
| 74-22 | I Am Franken-Weasel              | La Frankindreja              | La Comadreja es un científico loco apodado Frankindreja junto a Jaimico como su asistente para revivir un hámster llamado Crabs, la mascota de Rojo. - Nota: Este episodio es el tercer episodio especial de Halloween, basado en la verdadera historia de Frankenstein. |
| 75-23 | A Troo Storee                    | Una historia real            | La teoría de la Comadreja de simios escribiendo Shakespeare sale mal cuando casi todos los simios se apartan de él. Sin embargo, él ve una esperanza cuando Jaimico escribe un libro titulado "Una historia real", a pesar del hecho de que reduce el coeficiente intelectual de la gente. - Nota: Este episodio está basado en la verdadera vida y obra de William Shakespeare.     |
| 76-24 | Rodeo Weasel                     | Comadreja de rodeo           | La Comadreja es un famoso vaquero que trabaja en un rodeo en el que Jaimico es un payaso que trata de atrapar vacas. - Nota: La profesora de Vaca y Pollito y su marido aparecen en este episodio. |
| 77-25 | The Legend of Big Butt           | La Leyenda de Trasero Grande | La Comadreja y Jaimico descubren la misteriosa leyenda de Trasero Grande en el Monte Himalaya. - Nota: Este episodio es una referencia a Pie Grande y a El Abominable Hombre de las Nieves. |
| 78-26 | I Am Dragon Slayer               | Los dragones                 | La Comadreja intenta enseñarle a Jaimico a ser un caballero en la Edad Media y luego van en búsqueda de un dragón para enfrentarlo. |
| 79-27 | I Are Legend                     | Soy una leyenda              | La Comadreja, Jaimico y Rojo creen que son los últimos seres de la Tierra, hasta que descubren que todo el mundo está mirando su show preferido, donde resulta que Jaimico es realmente la estrella. - Nota: Este episodio está basado en la novela Soy Leyenda. Ésta es la última vez que Vaca y Pollito aparecen juntos al final de este episodio y es el último de toda la serie. |

### Cortos
Estos cortos no se transmitieron en ningún episodio.
| Nombre                     | Sinopsis                                                     |
| -------------------------- | ------------------------------------------------------------ |
| Como tirar de un edificio  | La Comadreja y Jaimico se tiran de un edificio de 100 pisos. |
| Un día en el columpio      | Jaimico quiere que la Comadreja lo columpie.                 |
| La Comadreja bebé          | Jaimico anda llevando a la Comadreja en un coche de bebé.    |
| Viaje en auto              | La Comadreja y Jaimico andan en auto.                        |
| Presentando a la Comadreja | Rojo presenta a la Comadreja.                                |
| Pegado en la pantalla      | La Comadreja se pega en la pantalla para que lo dibujen.     |
| Un día en el río           | La Comadreja y Jaimico nadan en un río                       |
| Como sacar fotocopias      | La Comadreja y Jaimico sacan fotocopias.                     |

## Recepción

### Transmisión
El 15 de julio de 1997 se emitió un adelanto de la serie con el undécimo episodio, "La ley de la gravedad", y luego comenzó su transmisión original a partir del 22 de julio de 1997 con el segundo episodio, "I.R. on Sun", todo ello como una serie de segmentos. Después de cuatro temporadas, se separó y se estrenó como un espectáculo de media hora el 10 de junio de 1999, y los 52 episodios originalmente transmitidos en Cow and Chicken comenzaron a emitirse en la franja horaria propia del programa, ya sea dentro o fuera del bloque de programación de Cartoon Cartoon Fridays, a los que se sumaron 27 nuevos episodios, con un total de 79. Finalizó a principios de 2000.

### Audiencia
Se convirtió en una de las series originales de Cartoon Network más exitosas de su tiempo, siendo recordada junto a otras exitosas Cartoon Cartoons. En 1997 y 1998, I Am Weasel junto a Cow and Chicken, Johnny Bravo y Dexter's Laboratory, fueron los responsables de aumentar las calificaciones promedio de Cartoon Network.
El estreno de la temporada 5 el 10 de junio de 1999 alcanzó 1,8 millones de espectadores en los hogares, adquiriendo 4,4 con los niños de 2-11 y 4,6 con los niños de 6-11. También fue el quinto programa más visto en Cartoon Network en 2000, con un promedio de 1,8 millones de espectadores, sólo y no muy por detrás de The Powerpuff Girls (1,9), Tom and Jerry (2,0), Courage the Cowardly Dog (2,1) y Dexter's Laboratory (2,3).

### Censura
Hubo un caso de censura en el episodio "I.R. Mommy", en el que la letra "N", presente en un casco de fútbol americano utilizado por I.R. Baboon, tuvo que ser retirada después de que Cartoon Network fuera demandada por la Universidad de Nebraska, que alegó que la referencia era despectiva para su institución. Ningún otro episodio ha sido objeto de censura desde entonces.